# Афанасий (Молчановский)

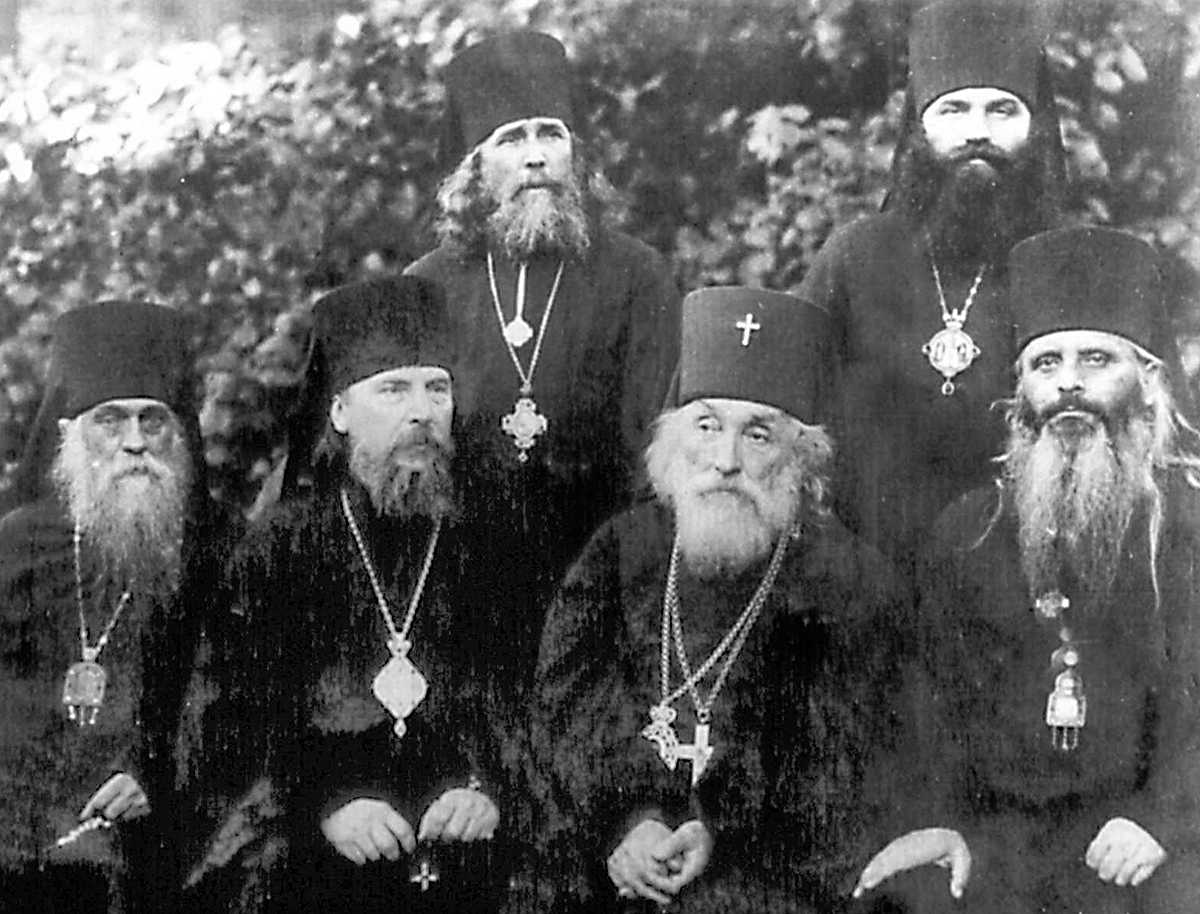
Епископы Малософийского собора 1926 году.
Стоят: еп. Филарет (Линчевский), еп. Афанасий (Молчановский). Сидят слева направо: еп. Сергий (Куминский), еп. Димитрий (Вербицкий), архиеп. Василий (Богдашевский), еп. Георгий (Делиев).

Епи́скоп Афана́сий (в миру Яков Афанасьевич Молчановский; 1887, Пархомовка, Киевская губерния — 8 января 1938, Сандармох, Карельская АССР) — епископ Русской православной церкви, епископ Сквирский и Бердичевский, викарий Киевской епархии.

## Биография
Сын диакона, Яков Молчановский родился в 1887 году в Пархомовке (ныне — в Белоцерковском районе Киевской области Украины). По национальности украинец. Окончил Киевскую духовную семинарию. Талантливый певец. В студенческие годы был регентом академического хора. В 1914 году окончил Киевскую духовную академию со степенью кандидата богословия.
После окончания Академии рукоположён во священника. Служил священником в Введенской церкви на Подоле в Киеве. Активно противодействовал обновленцам.
В 1924 году после принятия монашеского пострига в Ближних пещерах Киево-Печерской лавры тайно поставлен во епископа Сквирский и Бердичевский, викария Киевской епархии. Хиротонию совершили епископ Уманский Макарий (Кармазинов), епископ Ананьевский Парфений (Брянских).
Впервые арестован в 1924 году. С августа этого же года по сентябрь следующего находился в киевской тюрьме. Зимой 1925 из Киева был выслан. С мая по сентябрь 1926 заключение продолжилось в Курске. Вскоре по настоянию ГПУ УССР был отправлен из Курска «подальше от Украины»: с сентября по октябрь — в Москву, а затем — в Омск. В 1927 году отказался от подчинения митрополиту Сергию (Страгородскому) и его Синоду, примкнув к движению непоминающих.
19 апреля 1929 года, будучи в ссылке в Омске, приговорён к 3 годам концлагерей. Ссылку отбывал на Соловках. Освобождён в 1930 году.
5 февраля 1933 года арестован в третий раз. Приговорён к 3 годам ИТЛ. Снова Соловки. 2 декабря 1934 по обвинению в антисоветской агитации и избиении заключённого арестован уже в лагере. В 1935 году за «контрреволюционную агитацию» был наказан — лишён зачёта рабочих дней за всё время пребывания в лагере. После освобождения в 1936 году жил в Повенце, работал инспектором санитарной службы Беломорканала. В период «ежовщины» — очередной арест (14 октября 1937 года) и обвинение в том, что «систематически вёл среди заключённых и вольного населения к.-р. агитацию против руководителей партии и правительства, критиковал в к.-р. духе мероприятия соввласти, высказывал пораженческие настроения». Особой тройкой УНКВД Ленинградской области 19 декабря 1937 года приговорён к высшей мере наказания. Расстрелян 8 января 1938 года.